# Animal solitario
Animal Solitario es el primer álbum de estudio de Leo Jiménez como solista lanzado en 2013 perteneciente a la discográfica Warner.

## Canciones
1. "Declaración de intenciones (Intro)"
2. "Desde niño"
3. "Misantropía"
4. "Tu destino"
5. "Del amor al odio"
6. "Tu triste soledad"
7. "No hay más canciones para ti"
8. "Corazón salvaje"
9. "Qué tendrás"
10. "Vuela alto"
11. "Misantropía (Feat. Óscar Tanke Ruiz)

- Datos: Q20829132